# Adidas International 2003
Das adidas International 2003 waren ein Tennisturnier der WTA Tour 2003 für Damen sowie ein Tennisturnier der ATP Tour 2003 für Herren, welche zur gleichen Zeit vom 3. bis zum 11. Januar 2003 in Sydney stattfanden.